# رحیم رحیمی‌پور
رحیم رحیمی‌پور ( ۲۰ شهریور ۱۳۳۶ – ۲۵ مهر ۱۴۰۰) تهیه‌کننده، فیلم‌نامه‌نویس و کارگردان سینمای ایران بود.
رحیمی‌پور به غیر از فیلم‌هایی که ساخت تلاش‌های فراوانی کرد که دو فیلم یکی دربارهٔ امیرکبیر و دیگری در ادامه قیصر بسازد. خاطره‌ها زندگی دواتگر فیلمنامه‌ای از رحیمی‌پور بود که مرتبط بود با دواتگری که به دستور امیرکبیر مسئولیت ساخت اولین سماور ایرانی را برعهده می‌گیرد ولی مدیران دهه شصتی بنیاد سینمایی فارابی، اجازه تولید آن را ندادند چون بنا بود ارحام صدر در آن نقش محوری را بازی کند.

## تحصیلات
رحیمی‌پور فارغ‌التحصیل مرکز اسلامی آموزش فیلمسازی بود.

## درگذشت
رحیم رحیمی‌پور در ۲۴ مهر ۱۴۰۰ براثر عوارض ناشی از ابتلا به کرونا در سن ۶۴ سالگی در تهران درگذشت. پیکر وی در قطعه ۱۱۱ بهشت زهرا به خاک سپرده شد.
ابراهیم حاتمی‌کیا در پیامی تأکید کرد او تا واپسین روزهای زندگی همچنان دغدغه عدالت خواهان آرمانگرا را داشت. حاتمی کیا همچنین در ادامه آورده‌است: او می‌توانست با تجربه و سابقه سینمایی اش مثل بعضی همسنگران عرصه دفاع، خرق عادت کرده و به سراغ سینمای بی دغدغه برود، ولی مقاومت کرده و حرمت حریمش را حفظ کرد.
محمدمهدی اسماعیلی وزیر وقت فرهنگ و ارشاد اسلامی در پیامی رحیمی‌پور را از هنرمندان و چهره‌های اثرگذار در حوزه سینمای انقلاب و دفاع مقدس خواند.

## کارگردان
- شیرین و فرهاد (۱۳۷۴)
- مستاجر (۱۳۷۱)
- انفجار در اتاق عمل (۱۳۷۰)
- الماس بنفش (۱۳۶۸)
- اتاق یک (۱۳۶۵)
- زندان دوله تو (۱۳۶۳)
- آبدارشاه (۱۳۷۹)

## نویسنده
- شیرین و فرهاد (۱۳۷۴)
- مستأجر (۱۳۷۱)
- انفجار در اتاق عمل (۱۳۷۰)
- الماس بنفش (۱۳۶۸)
- شب دهم (۱۳۶۸)
- اتاق یک (۱۳۶۵)
- زندان دوله تو (۱۳۶۳)

## تهیه‌کننده
- شیرین و فرهاد (۱۳۷۴)
- شب دهم (۱۳۶۸)